# Manolita Cinco
Manolita Cinco Dopeno (sinh năm 1932) là một vận động viên chạy vượt rào người Philippines. Bà đã thi đấu trong cuộc thi chạy vượt rào 80 mét nữ tại Thế vận hội Mùa hè 1956. Bà là người phụ nữ đầu tiên đại diện cho Philippines tại Thế vận hội. Bà đã kết hôn với Alejo Dopeno. Sau này, bà được chẩn đoán mắc bệnh ung thư vú nhưng đã chiến thắng được bệnh tật.